# ZiL
AMO ZiL "Завод имени Лихачёва - Zavod imeni Lihačjova", je ruski proizvajalec avtomobilov, tovornjakov in težke mehanizacije. Sedež je v prestolnici Rusije, Moskva.
Tovarna je bil ustanovljena leta 1916 kot Автомобильное Московское Общество - AMO. Sprva so nameravali licenčno proizvajati Fiat F-15 tovornjake. Zaradi oktobrske revolucije in Ruske državljanske vojne so šele 1. novembra 1924 izdelali prvo vozilo AMO-F-15. Leta 1931 se je tovarna s pomočjo ameriškega podjetja A.J. Brandt Co. razširila in spremenila ime v ZIS (Zavod Imeni Stalina)
ZiL ima podružnico BAZ, ki proizvaja izvencesta vozila s kapaciteto 14 do 40 ton.

## Galerija
- ZIS-5
- BM-13-16 na ZiS-6 šsiji
- ZIS-42M
- ZIS-150
- BM-13-16 na ZiS-151
- ZIL-157
- ZIL 130
- ZIL-131
- ZIL-485 BAV
- ZIL-133
- BM-27 Uragan on ZIL-135
- ZIL 4331
- Gasilni tovornjak AC 3.2-40 (ZiL-4331)
- ZIL 5301 Bychok ("Bik")